# تفاح المجانيين
تفاح المجانين هي رواية للكاتب الفلسطيني يحيى يخلف. صدرت عام 1982 عن دار الآداب البيروتية. تحمل هذه الرواية في طياتها ملامح التجربة الفلسطينية المعاصرة، وتجربة اللجوء والتشرد والمقاومة.

## ملخص الرواية ورمزيتها
تتناول الرواية نباتًا بريًا غريبًا يُعرف باسم تفاح المجانين، الذي ينمو في الأراضي الفلسطينية ويُنتج ثمارًا تشبه التفاح. يتميز هذا النبات بقدرته على التكاثر تلقائيًا، مما يدفع الكثيرين إلى تناول ثماره، خاصة في فترات الجفاف. يحذر كبار السن من أكلها، لا سيما للأطفال، إذ تمنحهم طاقة غير عادية تدفعهم للقيام بتصرفات غريبة وكأنهم مسحورون من الشيطان. في روايته تفاح المجانين، يوظف الكاتب الفلسطيني يحيى يخلف هذا النبات كرمز لوصف حياة سكان المخيمات الفلسطينية بعد نكبة عام 1948، مسلطًا الضوء على معاناتهم تحت الاحتلال. تضم الرواية شخصيات متنوعة من المجتمع الفلسطيني، مثل الفدائيين، ورجال الحكم العثماني، والفقراء، وموظفي وكالة الغوث. تعكس الرواية الحاجة إلى اتخاذ خطوات غير تقليدية لمواجهة الظلم، حيث يصبح "تفاح المجانين" رمزًا للأمل الأخير في ظل الظروف القاسية.

## الأسلوب السردي وشخصيات الرواية
ما يميز تفاح المجانين هو أسلوبها السردي الذي يعتمد على راوٍ طفل، ينقل الأحداث ببراءة تثير السخرية السوداء بدلًا من الغضب الصريح. يخلق هذا الأسلوب توازنًا بين الألم والتهكم، ما يمنح الرواية بعدًا إنسانيًا عميقًا. تتنوع شخصيات الرواية بين الفدائيين، ورجال الحكم العثماني، والفقراء، وموظفي وكالة الغوث، مما يعكس فسيفساء المجتمع الفلسطيني في تلك المرحلة.
تتجمع معظم الشخصيات حول مجلس "تحصيل دار"، حيث تتجسد صورة مجتمع مغلوب على أمره، يعيش واقعًا مريرًا لكنه لا يفقد الأمل. يرفض الراوي، رغم صغر سنه، أن يكون مجرد رقم في إحصاءات اللجوء، أو أن يعتمد على المساعدات الغذائية، ما يعكس نزعة الفلسطينيين للكرامة رغم كل المحن.

## دلالات الرواية وأهميتها
على الرغم من صغر حجم الرواية (91 صفحة)، فإنها تختزل تاريخًا طويلًا من العذاب والتشريد، وتعكس واقع الفلسطينيين في المنافي. تشكل الرواية شهادة حية على مرحلة مفصلية من حياة الفلسطينيين بعد النكبة، حيث التمسك بالأمل في ظل القهر والمعاناة.
تقدم الرواية صورة مؤثرة عن معاناة اللاجئين الفلسطينيين، لكنها لا تسقط في فخ اليأس، بل تضيء شعلة التمرد في وجه الاحتلال، مؤكدة أن النضال من أجل استعادة الأرض والكرامة لا يزال ممكنًا. بهذه الرؤية، تبقى تفاح المجانين إحدى أهم الروايات الفلسطينية التي جسدت النكبة وآثارها بأسلوب سردي مؤثر يجمع بين الألم والسخرية والمقاومة.